# San Ángel, Cuitláhuac
San Ángel är en ort i Mexiko.   Den ligger i kommunen Cuitláhuac och delstaten Veracruz, i den sydöstra delen av landet, 260 km öster om huvudstaden Mexico City. San Ángel ligger 443 meter över havet och antalet invånare är 260.
Terrängen runt San Ángel är platt åt sydost, men åt nordväst är den kuperad. Runt San Ángel är det ganska tätbefolkat, med 129 invånare per kvadratkilometer. Närmaste större samhälle är Córdoba, 19,2 km väster om San Ángel. Trakten runt San Ángel består till största delen av jordbruksmark.